# Startpage
Startpage es un motor de búsqueda neerlandés, que destaca la privacidad como su característica distintiva. El sitio web anuncia que permite a los usuarios obtener resultados del buscador de Google protegiendo la privacidad de los usuarios al no almacenar información personal ni datos de búsqueda y eliminar todos los rastreadores. Startpage también incluye una función de navegación anónima que permite a los usuarios la opción de abrir los resultados de búsqueda a través de un proxy para aumentar el anonimato. Dado que la empresa tiene su sede en los Países Bajos, está protegida por las leyes de privacidad neerlandesa y de la Unión Europea, por lo que no está sujeta a los programas de vigilancia de Estados Unidos, como PRISM.
Startpage comenzó como una empresa hermana de Ixquick, un metabuscador creado en 1998. Los dos sitios web se fusionaron en 2016. En octubre de 2019, Startpage recibió una importante inversión de Privacy One Group, una filial de System1.

## Historia

### Primeros años

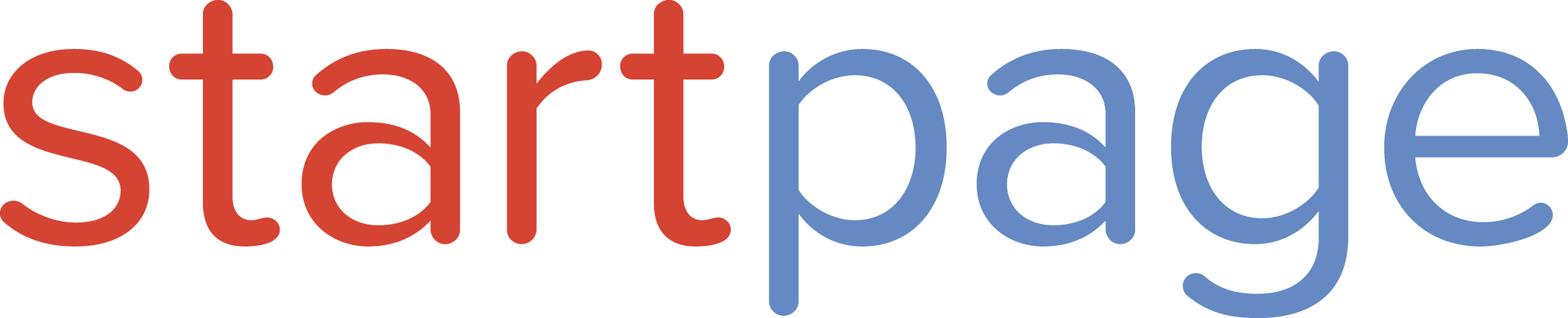
Antiguo logotipo de Startpage, hasta 2018

Ixquick fue creado en 1998 por David Bodnick en la ciudad de Nueva York. Inicialmente, ofrecía metabúsqueda para 14 motores de búsqueda de webs y directorios diferentes, así como de imágenes, noticias y MP3. Los resultados se clasificaban tras evaluar la relevancia que cada una de las herramientas de búsqueda encontraba en la consulta. Surfboard Holding BV, una empresa con sede en Zeist, Países Bajos, y dirigida por el director general Robert E. G. Beens, adquirió Ixquick en el año 2000. 8] Ixquick fue relanzado el 23 de marzo de 2005 con nuevas características, incluyendo un algoritmo de metabúsqueda rediseñado.
Startpage comenzó como un directorio web en 2002 y empezó a imitar a Ixquick al año siguiente. El 7 de julio de 2009, la empresa relanzó Startpage para obtener resultados solo del motor de búsqueda de Google. Antes del lanzamiento de la versión 4.5 de Tor Browser en abril de 2015, Startpage era su motor de búsqueda predeterminado.

### Fusión e historia reciente
El 29 de marzo de 2016, Ixquick se fusionó con el motor de búsqueda Startpage. A partir de 2017, Startpage registra unos 2.000 millones de búsquedas. La empresa fue una de las 200 compañías europeas que se opusieron a la aplicación de las políticas de la Comisión Federal de Comercio para acabar con la neutralidad de la red.
En octubre de 2019, Privacy One Group, propiedad de la empresa adtech System1, adquirió una participación mayoritaria en Startpage pero, según la empresa, sus "fundadores pueden rechazar unilateralmente cualquier posible cambio técnico que pueda afectar negativamente a la privacidad de los usuarios" Al mantener su sede y sus operaciones en los Países Bajos, Startpage sigue estando protegida por las leyes de privacidad neerlandesas y de la Unión Europea.
En mayo de 2020, Vivaldi anunció que su navegador ha añadido Startpage como motor de búsqueda opcional o por defecto.

## Protección a la privacidad
El 27 de junio de 2006, a raíz de las críticas a Google Shopping, el sitio web comenzó a eliminar los datos privados de sus usuarios. Ixquick declaró que no comparte la información personal de los usuarios con otros motores de búsqueda ni con el proveedor de sus resultados patrocinados. Según el Wirecutter de The New York Times, Startpage no almacena la información personal ni los datos de búsqueda de los usuarios. Una reseña del sitio web publicada en mayo de 2020 en ZDNet también afirma que Startpage "no rastrea, registra ni comparte datos ni el historial de búsqueda".
En 2011, Startpage recibió el Sello Europeo de Privacidad, una iniciativa patrocinada por la Unión Europea que indica el cumplimiento de las leyes y reglamentos de la UE sobre seguridad y privacidad de los datos a través de una serie de auditorías técnicas y de diseño. En 2013 y 2015 volvió a recibir la certificación La empresa también ha puesto fin al registro de las direcciones IP de los usuarios desde enero de 2009 Dado que Startpage tiene su sede en los Países Bajos, tampoco está "sujeta a las leyes estadounidenses, como la Ley USA PATRIOT, y no puede ser obligada a cumplir con los programas de vigilancia de arrastre de EE.UU., como PRISM" Startpage también ha contribuido con 20.000 euros a NOYB, la organización sin ánimo de lucro fundada por Max Schrems, que se ha comprometido a poner en marcha casos judiciales estratégicos e iniciativas en los medios de comunicación en apoyo del Reglamento General de Protección de Datos de la UE.
La empresa también ofrece un servicio de proxy independiente, Startpage Proxy, que se incorpora al motor de búsqueda de Startpage. Esta función, conocida como Anonymous View desde 2018, permite a los usuarios la opción de abrir todos los resultados de búsqueda a través de un proxy.
StartMail, fundado en 2014 por el CEO de Startpage, Beens, fue desarrollado para ofrecer un servicio de correo electrónico que proteja la privacidad StartMail también permite la creación de alias de correo electrónico desechables y permanentes para cada cuenta Phil Zimmermann, el inventor del sistema de cifrado PGP que Startpage contrató en 2018 para asesorar a la empresa en materia de tecnología de privacidad, también ha ayudado a desarrollar el servicio de correo electrónico cifrado PGP de StartMail.
Dado que Startpage no recopila datos de los usuarios, no ofrece publicidad dirigida basada en el historial de datos de los usuarios. La empresa genera ingresos con su motor de búsqueda proporcionando publicidad contextual basada en la palabra clave utilizada para realizar una búsqueda.

## Características
Startpage utiliza los resultados de Google, por los que paga. A partir de julio de 2020, Startpage permite realizar búsquedas en 82 idiomas, entre los que se encuentran el alemán, el danés, el coreano, el español, el finlandés, el francés, el inglés, el italiano, el japonés, el noruego, el polaco, el portugués, el chino simplificado y el tradicional, el sueco y el turco.
El sitio web cuenta con pestañas para búsquedas en la web, así como pestañas para búsquedas de imágenes y vídeos. En noviembre de 2019, Startpage añadió una pestaña para noticias. Según la empresa, las búsquedas de noticias "no están seleccionadas ni personalizadas" y "todos los usuarios que buscan el mismo término al mismo tiempo reciben las mismas noticias".